# مبارزه یا پرواز (فیلم ۲۰۲۵)
مبارزه یا پرواز (به انگلیسی: Fight or Flight) فیلمی محصول سال ۲۰۲۵ و به کارگردانی جیمز مدیگان است. در این فیلم بازیگرانی همچون جاش هارتنت، چاریترا چاندران، مارکو زارور، کتی سکف، یولیان کوستوف و جوجو چان ایفای نقش کرده‌اند.